# Belvedere
Belvedere — канадський панк-рок гурт, заснований у 1995 році у Калгарі.
У репертуарі гурту 5 студійних альбомів, до останнього «Fast Forward Eats the Tape» майже кожна пісня має відеокліп. Запис цього альбому відбувався з продюсером Blair Calibaba (Sum 41). 

У 2004 році гурт припинив своє існування, і відновився лише 2012 року у дещо новому складі.

У 2007 Стів Рейвлс заснував новий гурт під назвою This Is Standoff.
За голосом вокаліст гурту Стів Рейвлс може нагадувати Брендона Урі (Panic! at the disco).
Репертуар гурту поєднує елементи панк-року, хардкор-панку, мелодійного хардкору та скейт-панку.

## Дискографія
| Рік  | Альбом                       |
| ---- | ---------------------------- |
| 1998 | Because No One Stopped Us    |
| 2000 | Angels Live in My Town       |
| 2002 | 'Twas Hell Said Former Child |
| 2003 | Hometown Advantage           |
| 2004 | Fast Forward Eats the Tape   |

## Відео
- High School Heroics (1998)
- Closed Doors (2004)
- Slaves to the Pavement (2004)
- Brandy Wine (2004)
- Two Minutes for Looking So Good (2004)
- Elementally Regarded (2004)